# Drużnaja (obwód kurski)
Drużnaja (ros. Дружная) – wieś (ros. деревня, trb. dieriewnia) w zachodniej Rosji, centrum administracyjne sielsowietu drużnieńskiego w rejonie kurczatowskim obwodu kurskiego.

## Geografia
Miejscowość położona jest nad Rieutem (lewy dopływ Sejmu), 7 km od centrum administracyjnego rejonu (Kurczatow), 43 km od Kurska.
W granicach miejscowości znajduje się ulica Pierwomajskaja i 147 posesji.

## Historia
Miejscowość o tej nazwie powstała w 1966 w wyniku przemianowania wsi Durnowka.

## Demografia
W 2010 r. miejscowość zamieszkiwało 526 osób.